# 山崎信恵
山崎 信恵（やまざき のぶえ、1950年（昭和25年）9月4日 - ）は、日本の体操選手。

## 経歴・人物
日本大学出身。1976年モントリオールオリンピックに出場した。